# Didier Bigo
Pour les articles homonymes, voir Bigo.
 (janvier 2021).
Didier Bigo est un universitaire français né le 31 août 1956 à Lille. Professeur émérite de relations internationales au King's College de Londres et à Sciences Po Paris, il est considéré comme l'un des principaux universitaires de l'École de Paris (en) des hautes études en sécurité et une figure centrale du programme de recherche International Political Sociology.
Il a cofondé, avec R. B. J. Walker (en), la revue universitaire à comité de lecture, International Political Sociology (en). Depuis 2014, il est rédacteur en chef de la revue française Cultures et Conflits.

## Activités
Il est également membre de l'équipe éditoriale de la revue Asylon(s).

## Frontières, limites, sécurités

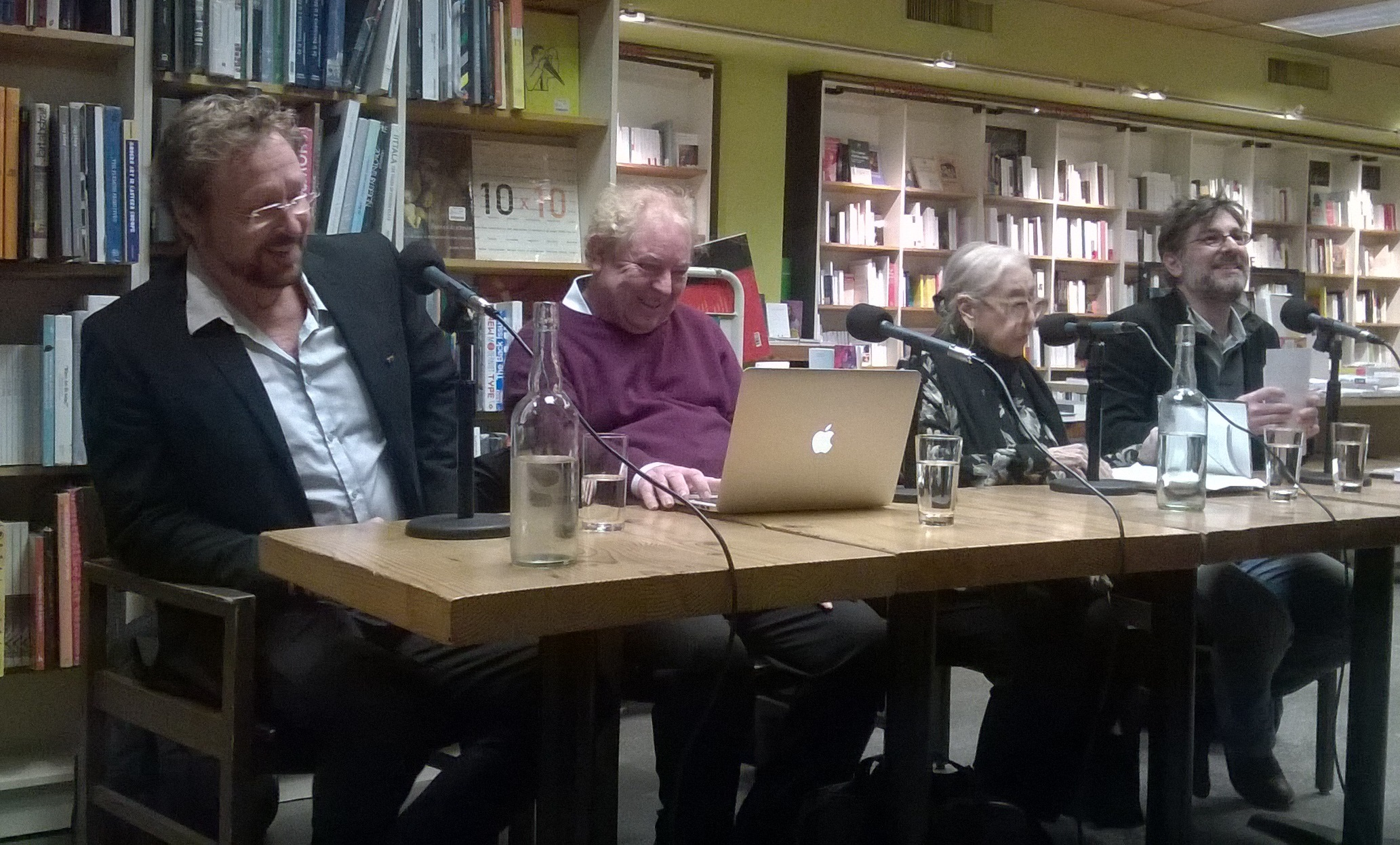
De gauche à droite : Laurence McFalls, Didier Bigo, Mariella Pandolfi et Philippe Bonditti, à Montréal en 2017.

Le travail de Bigo a profondément influencé l'étude des frontières, en particulier en ce qui concerne les discussions sur le «domaine de la sécurité» et «l'interdiction de la sécurité»[source insuffisante]. De manière générale, son travail examine les dimensions fonctionnelles et délocalisées des frontières étatiques telles qu'elles sont pratiquées et appliquées à l'intérieur et au-delà des juridictions territoriales des États. En évaluant le lien entre la sécurité et les frontières, un auteur[Qui ?] félicite le travail de Bigo pour « explorer l'interdépendance croissante entre la sécurité intérieure et extérieure à travers une analyse de la police. Alors qu'autrefois les domaines de la police et de l'armée avaient très peu de points communs, Bigo souligne les façons dont il est de plus en plus difficile de différencier les deux. Cela ne conduit cependant pas à l'effacement de la distinction intérieur / extérieur, mais plutôt à sa refonte. ».

## Publications
- avec Laurent Bonelli : L'état d'urgence en permanence Tome 1, L'harmattan (2019).
- Terrorisme, guerre, sécurité intérieure, sécurité extérieure, Universitaires Européennes, 260 pages,  (ISBN 978-3639542219) (2018).
- Didier Bigo, Polices en réseaux. L'expérience européenne, Presses de Sciences Po, 1996 (ISBN 978-2-7246-0668-3).
- Au nom du 11 septembre... Les démocraties à l'épreuve de l'antiterrorisme, coordonné avec Thomas Deltombe et Laurent Bonelli, La Découverte, Paris, 2008  (ISBN 9782707153296)[5]
- Didier Bigo, Pouvoir et obéissance en Centrafrique, Karthala, 1988 (ISBN 9782865372133, présentation en ligne)
- (dir) Fichage et listing. Quelles incidences pour les individus?, L'harmattan (2010).
- avec Elspeth Guild (Direction) : La mise à l'écart des étrangers. La logique du visa Schengen, L'harmattan (2003).
- Sécurité et immigration - Cultures et conflits Tome 31-32, L'harmattan (2000).

### Articles
- (en) Didier Bigo et Amandine Scherrer, « Will the democratic debate over counterrorism gain the edge in battle? », Open Democracy,‎ 11 février 2015 (lire en ligne).
- Didier Bigo, « Ngaragba, « l'impossible prison » », Revue française de science politique, 39e année, no 6, 1989. p. 867-886. [lire en ligne].
- Didier Bigo, « Kolingba ou le Centrafrique "normalisé" », in Pouvoir et obéissance en Centrafrique, Karthala, Paris, 1988, p. 259-276,  (ISBN 2-86537-213-8).
- Didier Bigo, « Les attentats de 1986 en France : un cas de violence transnationale et ses implications (Partie 1) », Cultures et Conflits, no 4,‎ 1991 (DOI 10.4000/conflits.129)
- Didier Bigo, « Les attentats de 1986 en France (Partie 2) », Cultures et Conflits, no 4,‎ 1992, p. 147–173 (DOI 10.4000/conflits.750)
- Pouvoir et obéissance en Centrafrique, Didier Bigo, 1988.
- Didier Bigo et Laurent Bonelli, « Critique de la raison criminologique », Cultures & Conflits, vol. 2,‎ 2014, p. 7–26 (ISBN 9782343057606, ISSN 1157-996X, lire en ligne, consulté le 29 avril 2016).
- Contrôle et mobilité des personnes, Revue de la gendarmerie nationale, n° 227 - 2e trimestre 2008 - L'Europe en sécurité, p. 35-42.